# Southease
Southease – wieś w Anglii, w hrabstwie East Sussex, w dystrykcie Lewes. Leży 76 km na południe od Londynu. W 2007 miejscowość liczyła 502 mieszkańców.